# Ebiti Ndok
Ebiti Ndok-Jegede (née Ebiti Onoyom Ndok) est une femme politique nigériane.
Elle est candidate à l'élection présidentielle de 2011 pour le Parti national uni pour le développement, dont elle a été la présidente nationale.

## Biographie

### Enfance et formation
Née à Ibadan, la capitale de l'État d'Oyo dans le Sud-Ouest du Nigeria, Ndok-Jegede est originaire de l'État d'Akwa Ibom (Sud-Est).

### Carrière
Elle travaille d'abord comme infirmière à l'University College Hospital d'Ibadan avant de partir étudier au Royaume-Uni, où elle obtient un diplôme de management, de droit et d'études diplomatiques et suit une formation d'aide sociale. En 2011, elle est la seule femme à se présenter à l'élection présidentielle ; candidate du Parti national uni pour le développement, elle obtient 98 262 voix,,.